# Papos-Guldinova pravila
Papos-Guldinova pravila poznata još kao Guldinova pravila i Paposova pravila,  predstavljaju matematička pravila koja omogućuju jednostavno računanje nekih rotacionih površina i zapremina pomoću putanje težišta linija (likova) čijom su rotacijom nastali. Pravila se lako dokazuju integralnim računom, ali on nije potreban za njihovu primenu.

## Prvo Papos-Guldinovo pravilo
Površine nastale rotacijom obimne linije rotirajuće oblasti oko ose koja leži u istoj ravni, a ne preseca rotirajuću oblast, računa se kao proizvod dužine rotirajuće linije i obima kružnice (ili dužine kružnog luka) po kojoj se kreće težište linije pri toj rotaciji.
Primer računanja površine torusa:
{\displaystyle A=(2\pi r)(2\pi R)=4\pi ^{2}Rr.\,}
Pri čemu je r poluprečnik male kružnice koja rotira (u „prozirnom“ delu torusa iscrtano je nekoliko položaja te kružnice), dok R označava poluprečnik kružnice po kojoj rotira središte (težište) male kružnice.

## Drugo Papos-Guldinovo pravilo
Zapremina tela nastalog rotacijom ravne površine oko ose koja leži u istoj ravni, a ne preseca površinu, računa se kao proizvod površine ravni i opsega kružnice (ili dužine kružnog luka) po kojoj se kreće težište ravni pri toj rotaciji.
Primer računanja zapremine torusa:
{\displaystyle V=(\pi r^{2})(2\pi R)=2\pi ^{2}Rr^{2}.\,}

## Spoljašnje veze
- Papos-Guldinova pravila
- Primeri primene Papos-Guldinovih pravila Архивирано на веб-сајту  (8. мај 2011)
- Papos-Guldinova pravila
- Različita tela na koja su primenjiva Papos-Guldinova pravila